# Трохтельфинген
Трохтельфинген (нем. Trochtelfingen) — город в Германии, в земле Баден-Вюртемберг. 
Подчинён административному округу Тюбинген. Входит в состав района Ройтлинген.  Население составляет 6446 человек (на 31 декабря 2010 года). Занимает площадь 79,14 км². Официальный код  —  08 4 15 073.
Город подразделяется на 6 городских районов.